# France Télécom
France Télécom est une ancienne société française de télécommunications. En 2013, elle était la 121e entreprise mondiale, employait près de 172 000 personnes dont 105 000 en France, et servait près de 226 millions de clients dans le monde. Elle prend le nom de sa filiale Orange le 1er juillet 2013,.

## Historique

### Les télécoms, service industriel de l'État
Sous la Révolution française, en 1792, le premier réseau de communication voit le jour pour permettre d'acheminer rapidement les informations dans un pays en guerre et peu sûr. Il s'agit du réseau de télégraphie optique de Chappe.
Après l'invention du télégraphe électrique et ensuite du téléphone, l'État français crée en 1878 un ministère des Postes et Télégraphes. Ce dernier annexe bientôt les services du téléphone, qui sont nationalisés en 1889. Pourtant ce n'est qu'en 1923, que le second « T » apparaît, le ministère des P & T devenant celui des PTT.
En 1941, une Direction générale des Télécommunications est créée au sein de ce ministère et, en 1944, le Centre national d'études des télécommunications (CNET), a pour mission de développer l'industrie des télécommunications en France.
Entre 1950 et 1965, la demande d'abonnements téléphoniques est très supérieure aux possibilités de raccordement des P&T, le temps d'attente peut atteindre plusieurs années dans les grandes villes, des numéros de téléphones se revendent très cher.
Dans les années 1970, la France met les bouchées doubles pour rattraper son retard sur plusieurs autres nations avec le programme « Delta LP » (accroissement des lignes principales). C'est à cette époque que fut construite la plus grande partie de la boucle locale. De plus, avec le concours des industriels français, sont mis au point par les ingénieurs et chercheurs du CNET, la commutation électronique « Désormais le réseau téléphonique français est tout électronique : reportage sur les avantages d'un tel équipement. Interview de Jean Pierre POITEVIN, directeur de France Télécom. , le Minitel en 1980, le réseau Radiocom 2000 en 1986, la norme GSM.
À cette époque, le service public du téléphone est arrivé à développer un réseau extrêmement dense, parmi les plus performants du monde, il assure à tous ses employés le statut de fonctionnaire.

### Création de la société France Télécom
Pour répondre à une directive européenne et réorganiser le secteur des télécommunications français suivant le modèle existant aux États-Unis d'un marché concurrentiel des télécommunications (téléphonie fixe principalement) sur lequel opèrent des entreprises commerciales internationales cotées en bourse, la Direction générale des télécommunications, qui est alors une administration, prend le nom de France Télécom le 1er janvier 1988.
La loi du 2 juillet 1990 transforme l'administration France Télécom en un établissement de droit public, dont Marcel Roulet est le premier président ; il est doté d'une personnalité morale distincte de l'État et acquiert une indépendance financière. Auparavant, le budget de dépense des Télécommunications était inscrit au sein du budget annexe des PTT voté chaque année par l'Assemblée nationale, tandis que les recettes étaient considérées comme des taxes et encaissées par le Trésor public, laissant chaque année un très important excédent à l'État Avec la nouvelle organisation, France Télécom conserve ses recettes, les utilise pour ses dépenses et reverse l'excédent très important[réf. nécessaire] à son actionnaire unique qui est l'État.
Le 1er octobre 1991, France Telecom commence à Strasbourg une expérience-pilote de téléphonie sans fil grand public en ville. Le Bi-Bop est commercialisé « en grand » à partir d’avril 1993 à Paris, Lille et dans quelques lieux de villégiature.
Le 1er juillet 1992, France Télécom lance Itineris, le premier opérateur de téléphonie mobile à la norme de 2e génération GSM.
En 1993-1994, l'accord Atlas conclut un rapprochement France Télécom-Deutsche Telekom.
En juin 1994, France Télécom et Deutsche Telekom prennent une participation dans Sprint, 3e opérateur américain.
France Télécom devient également un fournisseur d'accès à Internet en 1995 avec la création de Wanadoo, deux ans après les premiers fournisseurs, et après avoir tenté d'empêcher l'arrivée d'internet en France.
En septembre 1995, Michel Bon est nommé à la tête du groupe France Télécom.
Pour préparer l'ouverture à la concurrence au 1er janvier 1998, une loi est votée en juillet 1996 transformant l'exploitant public en société anonyme dont l'État français est le seul actionnaire.

### Entrée en Bourse et bulle Internet (1997-2000)
En 1997, le capital de la nouvelle société anonyme a été ouvert avec succès. L'action est vendue 27 euros. Une seconde ouverture eut lieu en 1998, malgré la crise des marchés émergents, puis la bulle Internet rend les bourses euphoriques en 1999.
Partie en retard dans le train de l'internationalisation lancé par des concurrents internationaux tels Vodafone, France Télécom se met à chercher des cibles au plus fort de la valorisation des années de la bulle Internet. Cela d'autant plus que son alliance avec Deutsche Telekom, caractérisée par une participation au capital croisée de 2 %, a éclaté lorsque cette dernière a annoncé un projet de rapprochement avec Telecom Italia (finalement abandonné) sans avertir les Français.
En mars 2000, l'action France Télécom atteint 153,30 € puis son plus haut historique à 219 € avant de redescendre, brutalement.
Le groupe France Télécom rachète la grande majorité d'Orange en 2000 et l'intégralité en 2003 ; il fusionne ensuite ses activités mobiles (Itinéris, OLA et Mobicarte) en une filiale nommée Orange. France Télécom procède également à de nombreuses autres acquisitions de sociétés (revendues pour certaines) dans le monde devenant le quatrième opérateur mondial par sa taille (GlobalOne, Equant, Internet Telecom, Freeserve, EresMas, participation dans Wind, NTL, Mobilcom, etc.).

### La période post-bulle Internet (2000-2004)
À la suite d'un changement de qualification d'une partie de la dette de « long terme » à « court terme » en vue d'obtenir un meilleur taux d'intérêt, les actionnaires s'aperçoivent que, de 2002 à 2005, France Télécom doit rembourser chaque année entre cinq et quinze milliards d'euros de dette.
En juin 2001, France Télécom vend la totalité de sa participation (9,9 %) de l'américain Sprint.
Le cours de l'action s'effondre à 6,94 euros le 30 septembre 2002, alors qu'il était à 219 euros le 2 mars 2000. L'entreprise qui avait une capitalisation boursière de 580 milliards d'euros voit cette dernière chuter à 18 milliards d'euros.
Le 2 octobre 2002, le président-directeur général est Thierry Breton. Il a été appelé pour redresser l'entreprise qui était à ce moment-là, la deuxième entreprise la plus endettée du monde (69,7 milliards d'euros, en termes de dette à court terme). Il a obtenu quinze milliards de réaménagement de la dette à prendre en charge par les banques et les investisseurs, quinze milliards d'augmentation de capital réclamés à l'État alors actionnaire majoritaire, et quinze milliards de trésorerie à dégager grâce à des économies en interne. Nommé ministre de l'Économie, des Finances et de l'Industrie, il démissionne de France Télécom le 22 février 2005 pour rejoindre le gouvernement.
Les fusions opérées en mars 2004 par France Télécom avec sa filiale de téléphonie mobile Orange, achetée au prix fort lors de la bulle Internet de 2000, et avec sa filiale spécialisée dans l’accès à Internet Wanadoo, rebaptisée Orange, ont amené Colette Neuville, la présidente de l'Association de défense des actionnaires minoritaires (ADAM), à écrire à l'Autorité des marchés financiers (AMF) pour souligner qu’une action Wanadoo valait 19 euros au moment de son introduction en bourse au printemps 2000, et que France Télécom en a proposé 8,86 euros, seulement quatre ans plus tard.

### Privatisation et changement de nom

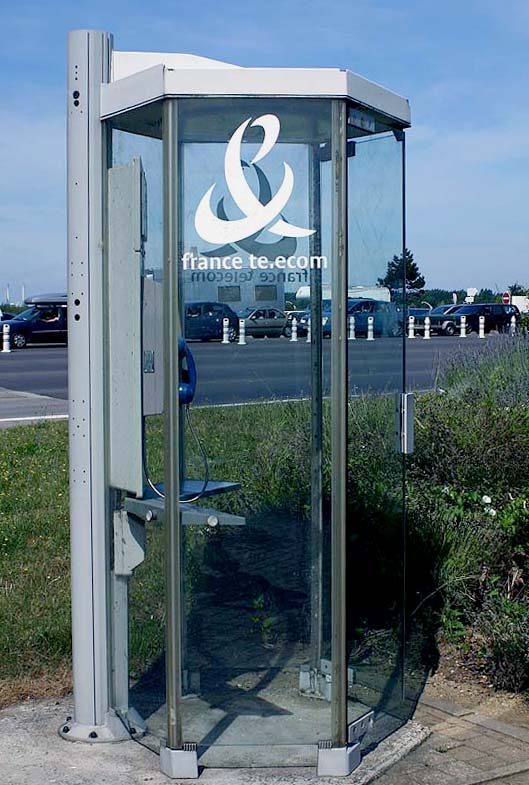
Une cabine téléphonique France Télécom.

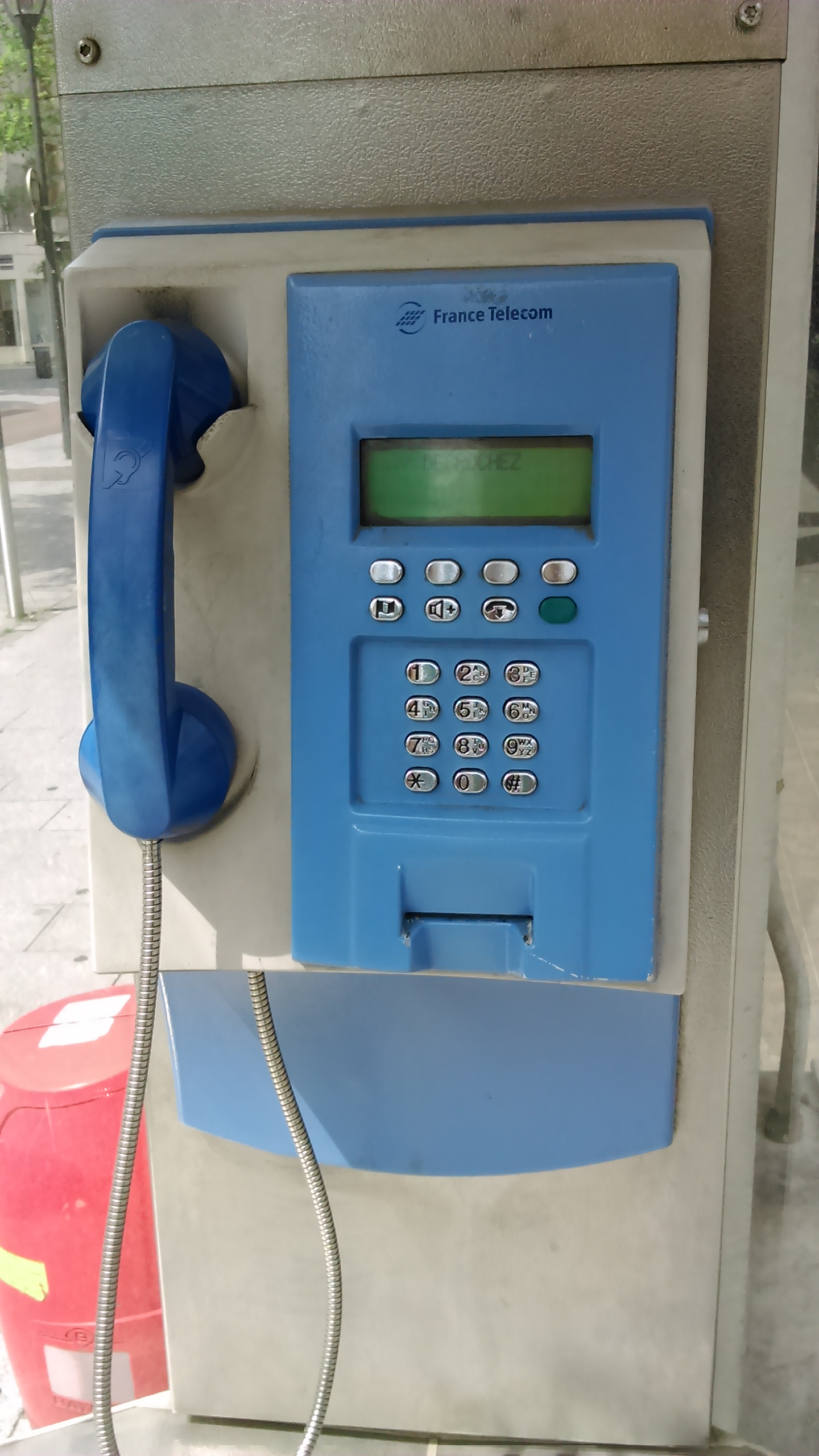
Téléphone dans une cabine téléphonique.

En septembre 2004, l'État français cède une partie de ses actions pour passer en dessous de la barre des 50 %. France Télécom devient alors une entreprise privée. Cent quinze ans après sa nationalisation, le téléphone redevient privé en France.
Le 27 juillet 2005, France Télécom annonce le rachat de 80 % de l'opérateur de téléphonie mobile Amena, détenteur de 24 % de parts de marché en Espagne, pour la somme de 6,4 milliards d'euros dont trois par augmentation de capital.
France Télécom a aussi annoncé le déploiement du plan NExT dont l'objectif est de fournir à ses clients, de façon intégrée, l'ensemble des services de télécommunications dont ils ont besoin.
Selon la société Dataxis, France Télécom serait en 2005 le deuxième opérateur ADSL mondial derrière China Telecom et devant l'américain SBC Communications. Il serait le premier opérateur ADSL européen.
À partir du 1er juin 2006, France Télécom tend à commercialiser l'ensemble de ses produits dans le monde sous la seule marque commerciale Orange, ainsi Wanadoo et Ma Ligne TV sont renommés Orange. À cette occasion le logo (esperluette) de la marque France Télécom est devenu plus arrondi, la charte graphique (couleur et police) a été modifiée.
En juin 2007, l'État français cède à nouveau 5 % de sa participation dans France Télécom. La participation publique (État français et ERAP) est portée à 27 %. À cette même date, France Télécom revend Orange Pays-Bas et acquiert le fournisseur d'accès espagnol Ya, ainsi que l'opérateur mobile autrichien One (en).
En mars 2008, les médias prêtent à France Télécom l'intention de racheter la société scandinave TeliaSonera. Le nouvel ensemble deviendrait le premier opérateur européen. Cette opération sera abandonnée.
Le 8 septembre 2009, Orange et T-Mobile annoncent un rapprochement au Royaume-Uni en fusionnant leurs activités dans le groupe Everything Everywhere, pesant alors 37 % et devenant le premier opérateur mobile.
Le 21 septembre 2010, France Télécom rentre au capital (40 %) de Meditelecom (marque Méditel), deuxième opérateur de téléphonie mobile du Maroc (dix millions de clients au moment de l'opération). L'accord prévoit la montée de France Télécom à 49 % du capital d'ici 2015.
En octobre 2011, France Télécom acquiert l'opérateur CCT en République démocratique du Congo
En 2012, France Télécom s'est séparé d'Orange Suisse et de TP Emitel (pl) opérateur polonais de TNT.
Le 30 juin 2012, France Télécom - Orange ferme le service Minitel.
En février 2012, la ligne fixe France Télécom change de nom et devient la ligne fixe Orange. Tous les services d'Orange France portent désormais le même nom. Les sites internet de France Télécom renvoient tous vers les sites Orange. Toutefois, le nom juridique de l'entreprise, sa raison sociale, son adresse, son RCS restent France Télécom SA pour les offres fixe et internet. Le changement complet de nom au profit d'Orange est finalement voté lors de l'assemblée générale du 28 mai 2013 avec effet à compter du 1er juillet 2013.

### De France Télécom à Orange
En août 2000, France Télécom rachète Orange plc à Vodafone et adopte un nouveau logo dans lequel l'orange est la couleur dominante.
Le 21 juin 2001, Itinéris, Ola et Mobicarte, les activités de téléphonie mobile de France Télécom, sont regroupées sous la marque Orange.
Le 1er juin 2006, Wanadoo et Ma Ligne TV deviennent Orange. Equant devient Orange Business Services. Le logo de France Télécom est modifié.
En janvier 2007, France Télécom R&D devient Orange Labs et la Fondation France Télécom devient la Fondation Orange.
À partir de 2011, France Télécom communique en tant que Groupe France Télécom - Orange et les agences France Télécom deviennent des boutiques Orange.
Le 9 février 2012, les services de téléphonie fixe de France Télécom sont commercialisés sous la marque Orange.
Finalement le changement de nom est voté au cours d'une assemblée générale le 28 mai 2013. Le changement de nom est effectif au 1er juillet 2013, France Télécom devient alors définitivement Orange.

## Données financières
| Années                       | 2001   | 2002    | 2003   | 2004   | 2005   | 2006   | 2007   | 2008   | 2009   | 2010   | 2011   |
| ---------------------------- | ------ | ------- | ------ | ------ | ------ | ------ | ------ | ------ | ------ | ------ | ------ |
| Chiffre d'affaires du groupe | 43 026 | 46 630  | 46 121 | 47 157 | 49 038 | 51 700 | 52 960 | 53 490 | 45 944 | 45 503 | 45 277 |
| Résultat net part du groupe  | −8 280 | −20 736 | 3 206  | 2 784  | 5 709  | 4 100  | 6 300  | 4 070  | 3 000  | 4 880  | 3 828  |

La période d'expansion euphorique tous azimuts de la fin du XXe siècle connut le revers de la médaille en 2002. France Télécom fut obligée d'afficher pour la première fois depuis plusieurs décennies un déficit abyssal à la suite d'investissements hasardeux à l'étranger en vue d'en faire un groupe de taille européenne en préparation de l'ouverture à la concurrence. L'endettement financier net de France Télécom au 30 juin 2008 en normes IFRS s'élève à 38,2 milliards d'euros, soit un ratio dette nette sur marge brute opérationnelle juste inférieur à 2.
Un dividende d'1,40 euro par action au titre de l’exercice 2009 a été versé en juin 2010.

## Plan NExT

### Objectifs
Le plan NExT (Nouvelle Expérience des Télécommunications, plan de 2006-2008) est le plan de redressement de la société France Télécom qui vise entre autres à réduire les coûts – principalement salariaux – de la société, à mener une politique de produits et services convergents, et à regrouper toutes les enseignes du groupe sous une marque unique (Orange), sauf pour les activités téléphonies fixes qui restent sous la dénomination France Télécom. Ceci entraîne donc la disparition de nombreuses marques (Wanadoo, Equant…). Il est prévu, dans le cadre du programme managérial Act (Anticipation et compétences pour la transformation), de diminuer les effectifs de 10 %, soit 22 000 employés.
Les effectifs de 2005 à 2009 fondent de 196 000 employés à 167 000.

## Identité visuelle (logo)
Dans les années 1980 et 1990, le bleu ciel était la couleur de France Télécom. Les véhicules de l'entreprise arboraient cette couleur et les téléphones publics étaient bleu foncé ou bleu ciel et bleu foncé pour les plus récents.
Les premiers logos des « Télécoms » sont plutôt classiques, représentant un téléphone d'abord avec un cadran puis modernisé avec un clavier. Le logo adopté en janvier 1993 est plus original, il représente toujours un clavier téléphonique mais évoque aussi les panneaux solaires des satellites et le progrès technique. Le logo apparu en mars 2000 est radicalement différent : l'esperluette symbolise le lien entre les hommes et la communication. L'orange est la couleur dominante, ce logo ayant été adopté au moment du rachat de la marque Orange par France Télécom. Les trois dernières lettres du nom France Télécom, elles aussi orange, faisaient référence au « .com » des sites internet. L'esperluette est modernisée en juin 2006 et c'est tout le mot Télécom qui devient orange. 
À partir de février 2012, France Télécom utilise le logo d'Orange, très simple et sobre, pour sa communication.

Logo du 1er janvier 1976 au 31 août 1981.
Logo utilisé du 1er septembre 1981 au 6 septembre 1983.
Logo du 7 septembre 1983 au 31 mars 1987.
Logo utilisé du 1er avril au 31 décembre 1987.
Logo du 1er janvier 1988 au 31 décembre 1992.
Logo du 1er janvier 1993 au 29 février 2000.
Logo du 1er mars 2000 au 31 mai 2006.
Logo de 1er juin 2006 au 8 février 2012.

## Métiers
En 2013, France Télécom développait et commercialisait trois grandes familles de services sous la marque Orange :
- les services de communication résidentiels (SCR), qui restent sous leur marque historique dans les pays où France Télécom est l'opérateur historique (France, Pologne, Jordanie, Sénégal, etc.) bien qu'en France, la dénomination France Télécom ait laissé la place à Orange.
- les services de communication personnels (SCP), c'est-à-dire mobiles, sous la marque Orange.
- les services de communication d'entreprise (SCE) sous la marque Equant puis Orange Business Services.

Elle avait adoptée une stratégie de services convergents, dont Unik aura été la première manifestation la plus visible : Orange Open, offre quadruplay du groupe, lui succédera.

### Les services résidentiels
Ils utilisaient principalement la traditionnelle ligne fixe, éventuellement équipée en ADSL, et étaient commercialisés sous les marques France Télécom ou Orange (49 millions de clients en téléphonie fixe, 12 millions en internet haut débit) :
- Minitel (jusqu'au 30 juin 2012);
- téléphonie fixe ;
- Internet bas débit (par modem), haut débit (par ADSL) et très haut débit (par la fibre optique) ;
- téléphonie IP ;
- visiophonie ;
- télévision numérique (la TV d'Orange) ;
- contenus multimédias (ex. : vidéo à la demande).

France Télécom — Orange déployait un réseau de fibre optique FTTH dans plusieurs villes de France qui permettra de passer à la génération suivante de services résidentiels.

### Les services personnels
Ils utilisaient principalement les réseaux mobiles de 2e et 3e générations et étaient commercialisés sous la marque Orange (98 millions de clients) :
- téléphonie mobile ;
- Internet mobile ;
- multimédia mobile.

### Les services aux entreprises
Ils étaient plus spécialement destinés aux activités professionnelles et commercialisés sous la marque Orange Business Services :
- téléphonie fixe et mobile ;
- transmission de données ;
- Internet ;
- réseaux locaux d'entreprises.

### Les services «publics»
France Télécom était le gestionnaire du Service universel des télécommunications.
France Télécom possédait et gérait également :
- Des boutiques ouvertes au public, réparties à travers tout le territoire.
- Des cabines téléphoniques : les premières cabines téléphoniques sont apparues à Paris en 1884, et sont progressivement répandues sur le territoire, jusque dans les années 1990, date de développement puis d'explosion de la téléphonie mobile qui a entraîné le déclin pour cause de rentabilité de ces cabines : ainsi en 1996, il y en avait 290 000 en France ; en 2009, il y en a 153 000[47]. Au début des années 1990, certains TGV ont même été équipés de cabines.

### Stratégies de développement
Afin de s'assurer une politique de croissance durable, le groupe France Télécom - Orange élargit ses activités à la vente de contenus (musique, cinéma, téléchargement…), au commerce électronique, à la publicité en ligne, aux solutions M2M, domotique, et de téléassistance aux malades. Elle développe également fortement le périmètre géographique de ses activités, en investissant massivement dans les pays dits « émergents ».
Dans le domaine concurrentiel des télécommunications, France Télécom, à travers son plan NExT (2006-2008), a amorcé une politique commerciale et marketing de convergence (accès aux services depuis le téléphone fixe, mobile, internet ; facturation unique…). Politique qui tend à s'étendre à l'ensemble des opérateurs téléphoniques.

## Conséquences de l'ouverture à la concurrence
La transformation de son métier de fournisseur de services publics en situation de monopole à celui de prestataire de services aux consommateurs sur un marché concurrentiel s'est faite progressivement et avec certaines difficultés. Depuis 1998, le marché des télécommunications est en concurrence totale en France conformément aux directives européennes. Toutefois, le coût de l'installation d'une infrastructure de desserte des abonnés étant très élevé, la concurrence n'a pas choisi en dehors du câble et de la fibre optique de construire sa propre infrastructure de terminaison.
Par conséquent, l'ouverture de son marché a reposé en partie sur la mise à la disposition de son infrastructure à ses propres concurrents. Dans ces conditions, France Télécom a été forcé de laisser ses concurrentes utiliser son réseau pour leur permettre l'accès au marché et de proposer des offres d'accès à ses infrastructures. De nombreuses offres existent comme le dégroupage, l'interconnexion, mais également l'accès à l'internet haut-débit et, pour le mobile, l'accès à des segments de clientèle par les opérateurs mobiles virtuels MVNO. Ces offres sont commercialisées par l'entité Orange Wholesale France qui gère au sein du groupe Orange les activités de vente en gros.
La contrainte a été pour l'essentiel législative et réglementaire. Le système reposait et repose encore sur l'imposition d'une règle par l'État français ou l'Union européenne. Des encadrements économiques lourds ont été mis en place par les pouvoirs publics (validation des tarifs d'interconnexion, validation des offres tarifaires proposées par France Télécom pour s'assurer que la société ne bénéficie pas d'avantage lié à sa position dominante sur le marché). Un contrôle du strict respect de la règle (entre autres par dénonciation des concurrents) est en place et a conduit France Télécom à être condamnée à plusieurs reprises à de lourdes amendes pour entrave à la libre concurrence.
Dans le cadre de cette réglementation visant à permettre l'essor d'une forte concurrence sur les marchés des télécommunications de l'ensemble des pays européens, la France est le pays où l'ADSL s'est développé le plus rapidement avec un marché très concurrentiel et des tarifs très bas en comparaison avec ses voisins européens.

## Condamnations judiciaires

### Prix prédateurs
Le 16 juillet 2003, la Commission européenne a condamné France Télécom pour abus de position dominante sur le marché de l'ADSL. L'entreprise pratiquait des prix prédateurs, c'est-à-dire vendait ses services d'accès à l'Internet à perte afin d'éliminer ses concurrents et de pouvoir par la suite pratiquer des tarifs plus élevés que sur un marché concurrentiel. France Télécom a été condamnée à verser une amende de 10,35 millions d'euros au budget européen.
France Télécom a fait appel de cette décision devant le tribunal européen de première instance, qui est un des organes de la cour de justice de l'Union européenne. Celui-ci a confirmé le 30 janvier 2007 la décision de la Commission et exigé le paiement de l'amende.

### Entente anti-concurrentielle entre opérateurs mobiles
Le 1er décembre 2005, la société France Télécom / Orange France a été condamnée par le Conseil de la Concurrence à une amende de 256 millions d'euros dans l'affaire de l'entente entre trois opérateurs de téléphonie mobile en France.

### Pratiques anti-concurrentielles dans les DOM
Le 28 juillet 2009, l'Autorité de la concurrence a sanctionné France Télécom / Orange à hauteur de 27,6 millions d'euros pour avoir entravé abusivement le développement de nouveaux opérateurs concurrents dans les DOM (principalement à la Réunion).
France Télécom / Orange a utilisé sa position dominante résultant notamment de son ancien monopole pour s'octroyer, de manière déloyale, des avantages sur ses concurrents.
Les pratiques relevées par l'Autorité sont :
1. un niveau excessif des tarifs ;
2. du « winback »[à définir] ;
3. un ciseau tarifaire sur les offres internet haut débit ;
4. le maintien de services de restriction d'appel incompatibles avec la présélection d'un opérateur alternatif.

### 2011 contre Numericable pour abus de position dominante
L'opérateur historique a été condamné par le Tribunal de commerce de Paris à verser dix millions d'euros à Numericable pour des pratiques anti-concurrentielles sur le marché de l'accès à Internet.

## Actionnaires
France Télécom est une société anonyme dont le capital de 10 595 067 092 euros (au 30 juin 2010) est réparti de la façon suivante :
- Actionnaires institutionnels : 64,3 %
- État français (dont ERAP puis Fonds stratégique d'investissement qui détient 13,67 %) : 26,97 %
- Actionnaires individuels : 5,0 %
- Deutsche Bank : 5,07 %[53]
- Salariés : 3,7 %
- Auto-détention : 0,4 %

Les salariés actionnaires sont regroupés au sein d'une association : l'ADEAS.
En application de la loi no 2003-1365 du 31 décembre 2003 et du décret no 2004-387 du 3 mai 2004, et depuis la cession par l’État français de 10,85 % supplémentaires du capital de France Télécom intervenue le 7 septembre 2004, les procédures spécifiques de contrôle de France Télécom par l’État ne sont plus applicables. Néanmoins, en application du décret-loi du 30 octobre 1935, le Conseil d’administration doit encore comprendre des représentants de l’État au prorata de la quantité des actions France Télécom détenues par ce dernier. À la date du présent document, l’État dispose ainsi de trois représentants sur un total de quinze membres au Conseil d’administration de France Télécom.

## Filiales et participations
Principales filiales et participations du groupe France Télécom - Orange :
- Orange, opérateur mobile anglais racheté en 2000 à Vodafone. Orange est devenue la holding des activités mobiles de l'opérateur. La plupart des opérateurs mobiles détenus par le groupe France Télécom - Orange dans le monde ont adopté la marque unique Orange, tout comme les services aux entreprises et les services d'accès à internet et à la télévision numérique.
- Orange Business Services, (abrégé officieusement sous le sigle OBS) est la nouvelle identité commerciale (depuis le 1er juin 2006) qui regroupe les solutions et services de télécommunication et de services informatiques consacrés aux entreprises et au secteur public précédemment commercialisés par Orange, Equant, Transpac et France Télécom, ainsi qu'Etrali, Almerys, EGT, Orange Consulting, France Télécom Intelmatique, SETIB, Silicomp, Cofratel et Solicia.
- Orange Wholesale France, (anciennement DIVOP et OPFR) réunit les activités en France de ventes et d'achats en gros Fixe et Mobile du Groupe Orange. Il s’agit de la revente en gros de services de communications électroniques fixes ou mobiles à des clients opérateurs (qualifiés d’opérateurs alternatifs), qui ont besoin d’acheter des offres de gros afin de vendre des services aux entreprises ou au grand public, pour leurs propres besoins sur les marchés de détail.
- TP Group, opérateur téléphonique leader en Pologne (opérateur historique) détenu majoritairement par France Télécom et commercialisant des offres de téléphonie fixe, mobile et internet.
- Orange Belgique, second opérateur en Belgique, détenu à 52,1 %.
- W-HA, filiale détenue à 100 % par France Télécom qui développe des services d'achats sur internet et internet mobile débités directement sur la facture du client abonné à un fournisseur d'accès (Internet+).
- NordNet, racheté en 1998 par France Télécom, commercialise des produits et services téléphonie et internet haut débit via l'ADSL dans le nord de la France et au niveau national par satellite. NordNet commercialise également des services d'hébergement et de noms de domaines sous la marque « le Relais Internet » et des produits sécurité avec « Securitoo ».
- Etrali, intégrateur de systèmes de vente (trading) et de services réseaux pour la communauté financière, principalement pour les salles de marché.
- Orange Consulting, filiale à 100 %, est le pôle conseil aux grandes entreprises et administrations. Les missions de conseil portent sur l'impact des technologies et des innovations pour accroître la performance des entreprises. Les domaines majeurs sont la gestion de la relation client, les processus internes de l'entreprise (Machine to Machine, travail collaboratif), la transformation IP, la performance applicative, la sécurité et la gouvernance des systèmes d'information.
- IT&L@bs (ex Silicomp-AQL), société de service innovante et technologique cotée en bourse et possédant plusieurs filiales (réseau, ingénierie logicielle, labs). Orange Business Services est devenu actionnaire majoritaire de ce groupe début 2007.
- Globecast, filiale détenue à 100 % par France Télécom, est l'un des principaux fournisseurs mondiaux de services de numérisation, d’agrégation, de transmission et de reformatage de contenus audiovisuels destinés à alimenter des plates-formes de télévision par satellite, Télévision Numérique Terrestre, réseaux câblés, TV sur IP, TV sur PC, TV sur mobiles ou encore des réseaux d’Affichage Audiovisuel Dynamique. Globecast est présent en Amérique, en Europe, en Asie, en Afrique, au Moyen-Orient et en Australie au travers dix-neuf points de présence dont quinze téléports et centres techniques.
- Viaccess, filiale détenue à 100 % par France Télécom qui développe un système de cryptage d'offres télévisuelles numériques.
- Studio 37, filiale spécialisée dans la production et l'acquisition de droits cinématographiques, en vue de leur exploitation sur les différents terminaux du groupe (téléphone mobile, internet, télévision).
- France Télécom e-commerce, filiale spécialisée dans la vente en ligne de produits et services téléphoniques (boutiques en ligne de France Télécom et d'Orange) et de produits culturels et technologiques (Alapage, Clust, TopAchat…). Cession faite à la société Rueducommerce.com[56] au 1er août 2009.
- Innovacom, société de capital risque fondée par France Télécom, et finançant des sociétés innovantes dans le domaine de l'informatique, de l'internet et des télécommunications.
- Sofrecom, filiale à 100 %, cabinet international de conseil en télécommunications qui accompagne les opérateurs télécoms, les gouvernements, les investisseurs et les bailleurs de fonds internationaux en intervenant sur l’ensemble des domaines de compétences nécessaires à leur développement : business development, management et processus, marketing et distribution, systèmes d’information, réseaux et services.
- France Télécom Marine (Orange Marine depuis le 1er juillet 2013), réalisation et exploitation des réseaux maritimes (pose de câbles et liaisons fibres optiques sous-marines…).
- FranceTel, société anonyme, spécialisée dans le crédit. Cette filiale est destinée à proposer des solutions de crédit aux salariés mais également pour les offres de financement de matériel Orange (location PC + accès internet).
- StarAfrica.com, société anonyme, filiale spécialisée à l'animation de StarAfrica.com, portail généraliste panafricain en français et en anglais. [réf. souhaitée]
- Orange Advertising Network, régie dont la mission est de commercialiser et valoriser l'ensemble des espaces publicitaires présents sur les sites web (Orange, Cityvox, Voila, etc.), les sites/applications mobiles et la télévision d'Orange (Orange Sports et Orange Sports Info).
- Bull, détenu à hauteur de 8 %.
- GOA Games Services, filiale 100 % France Télécom créée à Dublin en 2007 pour gérer l'exploitation des jeux en ligne (MMORPG) lancée par GOA, Direction des Contenus, en France, jusqu'à sa fermeture en 2010[réf. souhaitée].
- Dailymotion, plate-forme Internet de diffusion de vidéo.
- Deezer, est un service d'écoute de musique à la demande en streaming permettant d’écouter les artistes, titres, albums favoris et de créer, échanger les playlists grâce à un catalogue de 18 millions de titres, issus de tous les genres musicaux.

### Cessions d'actifs
France Télécom a procédé à de nombreuses cessions d'actifs à partir de l'année 2003 :
- 2003 : Eutelsat, Telecom Argentina, Wind Telecomunicazioni, pour 1,5 md d'euros environ[réf. souhaitée].
- 2004 : Noos[57], BITCO, Orange Danemark, ST Microelectronics[réf. souhaitée].
- 2005 : Tower Participations/TDF France, Intelsat, France Télécom Câble, MobilCom[réf. souhaitée].
- 2006 : Pages Jaunes Groupe, France Télécom Mobile Satellite Communications[réf. souhaitée].
- 2007 : Orange Pays-Bas[58].
- 2009 : Top Achat, Clust.com, Alapage[59].

## Organisation du groupe France Télécom - Orange

### Divisions commerciales et métiers

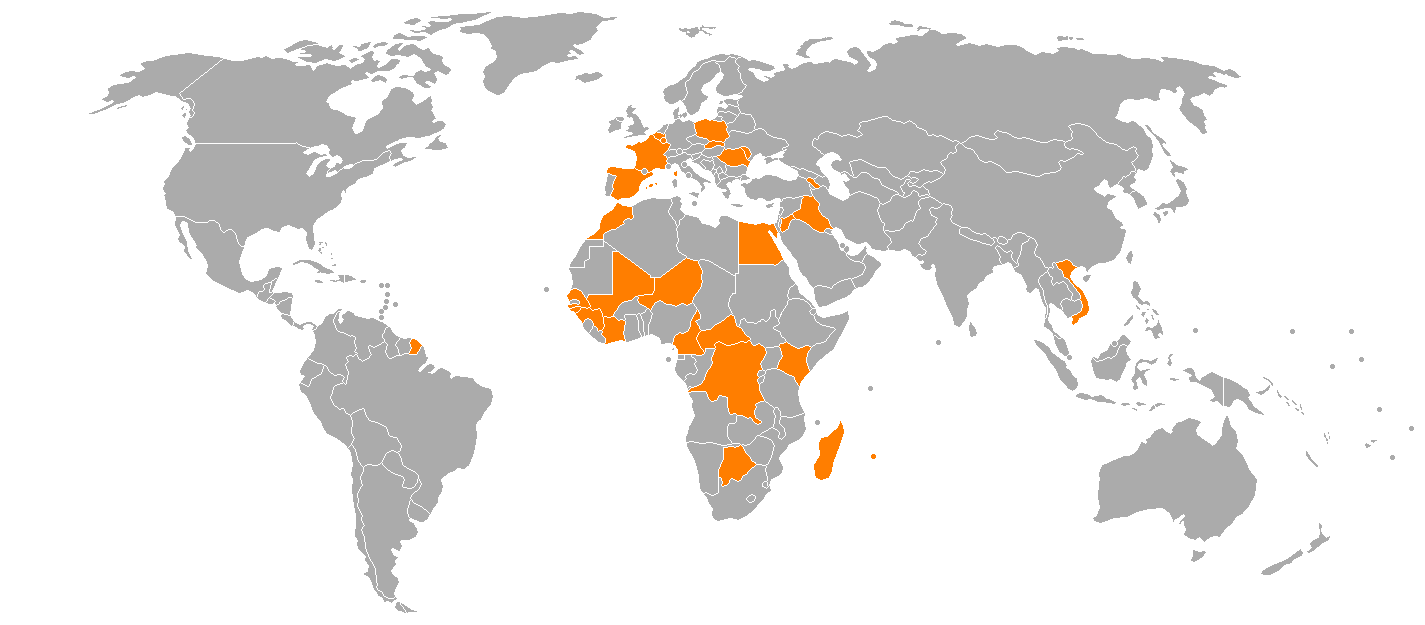
Présence mondiale du groupe France Télécom.

Le groupe est organisé autour de divisions opérationnelles (découpages géographiques), de secteurs d'activités et divisions/fonctions métiers (activités et fonctions support pour le groupe).
- Divisions opérationnelles
  - France
  - Royaume-Uni
  - Espagne
  - Pologne
  - Europe, Moyen-Orient et Caraïbes
  - Afrique, Moyen-Orient et Asie
  - Entreprises (monde)
- Secteurs d'activités
  - Services de communication résidentiels
  - Services de communication personnels
  - Services de communication entreprises (Orange Business Services)
  - Contenus
  - Orange Healthcare (Division Santé) [réf. souhaitée]
- Divisions métier / Fonctions transverses
  - Secrétariat général
  - Marketing stratégique
  - Finances
  - Réseaux, opérateurs et systèmes d'information
  - Ressources humaines
  - Transformation du groupe et achats
  - Communication et marque

### Direction générale du groupe
Directeurs généraux des Télécommunications :
- 1941-1951 : Charles Lange
- 1951-1957 : Jean Rouvière
- 1957-1967 : Raymond Croze
- 1967-1971 : Pierre Marzin
- 1971-1974 : Louis-Joseph Libois
- 1974-1981 : Gérard Théry
- 1981-1986 : Jacques Dondoux
- 1986-1990 : Marcel Roulet

Après la réforme de 1990, présidents du groupe :
- Avant septembre 1995 : Marcel Roulet, président d'honneur de France Télécom
- De septembre 1995 au 12 septembre 2002 : Michel Bon
- Du 12 septembre 2002 au 27 février 2005 : Thierry Breton, président d'honneur de France Télécom
- Du 27 février 2005 au 1er mars 2010 : Didier Lombard
- Du 1er mars 2010 au 1er mars 2011 : Stéphane Richard : Didier Lombard est président non exécutif, et Stéphane Richard directeur général
- Du 1er mars 2011 au 4 avril 2022 : Stéphane Richard, qui, après avoir quitté son poste de directeur général début 2022 se verra remplacer par Christel Heydemann à la tête du Groupe Orange.

### Conseil d'administration
Le conseil d’administration (juillet 2011) du groupe est composé de quinze membres :
huit administrateurs élus par l'assemblée générale
- Stéphane Richard, PDG
- Bernard Dufau, ancien PDG d'IBM France
- José-Luis Durán, ancien directeur général du groupe Carrefour, président du directoire de Devanlay
- Charles-Henri Filippi, ancien président d'HSBC France
- Claudie Haigneré, présidente de la Cité des sciences et de l'industrie
- Helle Kristoffersen, directeur adjoint Stratégies et Intelligences économiques chez Total
- Muriel Pénicaud, directrice générale des ressources humaines du groupe Danone
- Jean-Michel Severino, ancien directeur général de l’Agence française de développement

Anciens membres :
- Henri Martre, président d'honneur de la société Aérospatiale
- Marcel Roulet, président d'honneur de France Télécom

trois administrateurs représentant l'État
- Jean-Dominique Comolli, directeur général de l'Agence des participations de l'État
- Pierre Graff, président-directeur général d'Aéroports de Paris
- Pascal Faure, vice-président du conseil général de l'industrie, de l'énergie et des technologies

Anciens membres :
- Bruno Bézard, directeur général de l'Agence des participations de l'État
- Jacques de Larosière, conseiller à BNP Paribas
- Henri Serres, vice-président du conseil général des technologies de l'information

trois administrateurs représentant les membres du personnel
- Caroline Angeli, pilote de réseaux d'entreprises dans un centre services clients à Paris Bercy
- Ghislaine Coinaud, collaboratrice au sein de la division fonctions support
- Daniel Guillot, directeur des relations avec les collectivités locales du département de l'Ain

Anciens membres :
- Hélène Adam
- René Bernardi
- Jean-Michel Gaveau

un administrateur représentant les membres du personnel actionnaire
- Marc Maouche

Ancien membre :
- Stéphane Tierce

Représentant du comité central d'entreprise
- Thierry Franchi

Ancien membre :
- Jean-Paul Gristi

Secrétaire du conseil d'administration
- Jean-Philippe Roulet

Anciennement :
- Henri de Joux

### Réorganisations de la partie opérationnelle de France Télécom
En 1980, deux types de directions existent en France : les directions régionales et les directions opérationnelles (DOT) qui sont sous la coupe des premières et supervisent un département. Toutes ces directions dépendent de la Direction générale des télécommunications (DGT). Les établissements opérationnels sont organisés selon le schéma « CCL/Agence/CPE/ » qui va persister une quinzaine d'années. Ce schéma correspond à une vision du cycle de vie de la ligne téléphonique : création en CCL, vente en agence, service après-vente et comptage en CPE. Chacun de ces établissements comprend environ cent-cinquante personnes. À cela s'ajoutent des fonctions en back-office : renseignements téléphoniques, centre de facturation.
En 1984, se rajoutent les délégations de zone, échelon intermédiaire entre les directions régionales et la DGT. Ces délégations de zones sont cependant supprimées au bout d'un an d'existence environ. Vers 1987, l'informatisation supprime environ un tiers des postes de travail en back-office. Les personnels ainsi libérés sont affectés aux agences commerciales ou à de nouvelles fonctions (vendeurs) pour vendre des abonnements téléphoniques, des terminaux ou des fax. L'introduction de la TVA et de la première libéralisation, celle des services à valeur ajoutée pour laquelle il n'y aura jamais de concurrents à se déclarer.
En 1992, France Télécom doit mener deux réformes de front. La réforme des classifications remplace sept-cents grades de fonctionnaires par quatre classes et trois niveaux dans chaque classe. Cela engendre une certaine protestation même si la masse salariale augmentera largement plus que ce qui était anticipé. Les directions régionales sont supprimées, les deux à trois mille personnes qui y travaillaient sont reversées dans des Organismes nationaux de soutien (ONS). En 1998, la quasi-totalité de ces ONS est supprimée.
Une nouvelle réorganisation, en 1995, structure l'entreprise selon trois marchés (résidentiel, petits professionnels et grandes entreprises) pour faire face aux besoins croissants des différents clients, et l'arrivée de la concurrence (SFR). L'organisation est désormais conçue autour des usages des clients et non plus des produits. Les personnels sont donc réaffectés avec changement de métier. En 2000, le marché « petits professionnels », créé en 1995, est supprimé. Il ne semble pas y avoir eu de motivation commerciale, organisationnelle ou économique à cette restructuration. Des établissements techniques de tailles régionales[Quoi ?] sont créés. Les agences sont réorganisées doublement sous l'angle géographique (doublement de la surface).
1998 voit le début de la généralisation des intranets au sein de l'entreprise, ainsi que l'explosion d'internet et des offres dans ce domaine. France Télécom fonde Wanadoo et rachète plus d'une centaine de sociétés.
En 2003, les agences sont divisées en deux spécialités (agences spécialisées dans la vente à distance et les agences spécialisées en vente physique). Les tailles géographiques doublent aussi (et le nombre d'agences est divisé par deux).
En 2006, les directions régionales sont réduites à la relation institutionnelle régionale avec un effectif divisé approximativement par dix. Le pouvoir d'organisation de l'activité opérationnelle de l'entreprise est transféré aux directions territoriales. Il y a deux fois moins de directions territoriales que de directions régionales. La taille des établissements gérés par les DT atteint couramment mille personnes.

## Bilan social
Les effectifs passent de 140 000 personnes en 1993 à quelque 190 000 personnes en 2007 après un pic à 220 000 en 2001, cette croissance étant due aux effectifs à l'étranger.
106 000 employés (56 %) sont en France, 16 % en Pologne, 12 % au Royaume-Uni, 2 % en Espagne.

### Une modification progressive
Les 140 000 personnes en 1993 sont essentiellement des fonctionnaires français (fonctionnaires d'État issus du ministère des PTT). Il reste 65 000 fonctionnaires en 2012 et d'ici à 2020 l'essentiel des fonctionnaires aura quitté France Télécom (néanmoins, l'arrêt des recrutements de fonctionnaires datant de 1996, l'extinction totale est prévue dans les années 2040).
En 1993, le gouvernement a décidé de créer des nouveaux grades de fonctionnaires (« Reclassification ») dans les deux établissements publics France Télécom et La Poste ; chaque employé s'est vu attribuer un nouveau grade selon l'emploi occupé et la possibilité de choisir de conserver l'ancien grade ou d'opter pour le nouveau (intégration directe sans examen ni concours). Ainsi cohabitent actuellement, des grades issus de l'administration classique (grades PTT) dits de « Reclassement » et des nouveaux grades dits de « Reclassification ». De nombreux agents ayant gardé leur grade de reclassement s'estimant lésés à la suite de l'absence d'évolution et de promotion dans leur carrière (à France Télécom comme à La Poste) ont déposé des recours qui ont abouti à la condamnation de ces deux entreprises et solidairement à l'État.
Les personnes qui ne sont pas sous statut de fonctionnaire, sont en CDI dans le droit de leur pays. La moitié du personnel travaille hors de France.
Le turn-over est plus important à compter de 2005. Il s'agit de mouvements entrants d'ingénieurs confirmés qui sont séduits par la relative stabilité de France Télécom par rapport aux SSII. Les départs existent, soit par un système de préretraite pour les fonctionnaires, soit vers des sociétés de haute technologie. Les mouvements internes sont nombreux. De plus, la moyenne d'âge est de 48 ans, et la moitié des salariés français doivent partir en retraite d'ici 2018.

### Les métiers
Les fonctions sont :
- La vente pour près d'un emploi sur deux
- Le réseau et les systèmes d'informations, environ 40 000 personnes
- Le marketing
- La recherche et développement

### Les rémunérations
En 2006, selon le bilan social officiel de l'entreprise, environ trois employés sur quatre ont perçu une rémunération brute comprise entre 2 150 et 4 150 euros par mois. La rémunération mensuelle moyenne brute est 2 924 euros.

## Le climat social

### Nouvelles méthodes de management
Le plan NExT introduit un management violent. En 2004, 4 000 employés sont formés durant dix jours afin d'accomplir sur le terrain le plan NExT : la réduction des effectifs est une priorité, de nouvelles techniques de managements sont introduites, la méthode est de dégrader les conditions de travail, afin de pousser psychologiquement une partie des employés au départ volontaire, réduisant ainsi les indemnités à payer. Ainsi, les managers ont pour objectif d'inciter des salariés à démissionner, d'en muter dans d’autres secteurs de la fonction publique ou de signer des congés de fin de carrière. Des stages apprennent à ces managers des schémas sur les courbes du deuil qui définissent six étapes par lesquelles tout salarié qui se voit annoncer la suppression de son poste, doit passer : l’annonce de la mutation, le refus de comprendre, la résistance, la décompression qui peut aller jusqu'à la dépression, la résignation et l’intégration du salarié (harcèlement qui peut aussi se terminer très mal par des suicides),,,.

### Harcèlement moral
Les médias se font l'écho d'une vague de suicides parmi les employés de France Télécom de janvier 2008 à mars 2010. En septembre 2010, le nombre de suicides après le lancement du plan NExT s’élevait à cinquante-huit. Le 26 avril 2011, un cadre de France Télécom, Rémy Louvradoux, s'est suicidé en s'immolant par le feu.
Le changement de stratégie amorcé par Thierry Breton et poursuivi par Didier Lombard induit des tensions. Les changements de postes à l’intérieur de l’entreprise sont nombreux (14 000 entre 2006 et 2008). L'alliance CFE-CGC/UNSA et SUD ont créé dès 2007 l'Observatoire du stress et des mobilités forcées, pour en étudier les conséquences sur l'organisation du travail. Les suicides liés au travail, six pendant l’été 2009, posent la question de cette gestion du personnel.
| Années                                         | 2000       | 2001       | 2002                                | 2003                                | 2004                                | 2005               | 2006               | 2007               | 2008               | 2009               | 2010             | 2011             |
| ---------------------------------------------- | ---------- | ---------- | ----------------------------------- | ----------------------------------- | ----------------------------------- | ------------------ | ------------------ | ------------------ | ------------------ | ------------------ | ---------------- | ---------------- |
| Présidence du groupe                           | Michel Bon | Michel Bon | Thierry Breton                      | Thierry Breton                      | Thierry Breton                      | Didier Lombard     | Didier Lombard     | Didier Lombard     | Didier Lombard     | Didier Lombard     | Stéphane Richard | Stéphane Richard |
| Programme stratégique                          |            |            | TOP (Total Operational Performance) | TOP (Total Operational Performance) | TOP (Total Operational Performance) |                    | Plan NExT          | Plan NExT          | Plan NExT          |                    | Conquête 2015    | Conquête 2015    |
| Directeur des ressources humaines              |            |            |                                     |                                     |                                     |                    | Olivier Barberot   | Olivier Barberot   | Olivier Barberot   |                    | Bruno Mettling   | Bruno Mettling   |
| Directeur des relations sociales               |            |            |                                     | Jean-Claude Loriot                  | Jean-Claude Loriot                  | Jean-Claude Loriot | Jean-Claude Loriot | Jean-Claude Loriot | Jean-Claude Loriot | Jean-Claude Loriot |                  |                  |
| Directeur Transformation & Performance         |            |            |                                     |                                     |                                     |                    |                    |                    |                    | Guy Salziger       | Guy Salziger     | Guy Salziger     |
| Nombre d'employés suicidés en France           | 28         |            | 29                                  |                                     |                                     |                    |                    |                    | 12                 | 19                 | 27               | 11               |
| Taux annuel pour 10 000 employés en France     | 2,15       |            | 2,49                                |                                     |                                     |                    |                    |                    | 1,20               | 1,90               | 2,30             | 1,32             |
| Taux pour 10 000 habitants (moyenne française) | 1,84       | 1,76       | 1,78                                |                                     |                                     |                    | 1,60               | 1,96               | 1,62               |                    |                  |                  |

L'interprétation des taux de suicide nécessite une étude détaillée, prenant en compte la structure de la population étudiée (en termes de classe d'âge, de taux d'activité, de catégorie socio-professionnelle…). Une comparaison simple avec le taux de la population française n'a pas de sens. La population d'employés de France Télécom est elle-même composée de plusieurs catégories socio-professionnelles ayant des taux de suicides différents (par exemple, les ouvriers ont un taux de suicide plus élevé que les cadres). De plus le dénombrement étant fait sur la base de remontées d'information informelles aux organisations syndicales, il n'est pas nécessairement exhaustif. On ne dispose pas non plus de statistiques dans d'autres grands groupes français qui permettraient de prendre en compte la spécificité d'un management complexe de grand groupe sur une population attirée par une relative stabilité de l'emploi.
L'observation montre que le taux brut dans l'entreprise au début des années 2000 (taux ramené au nombre de ses employés, soit près de 100 000) était élevé par rapport à la moyenne française. Il n'a pas été médiatisé et n'a pas suscité de débats. Le taux observé en 2008 et 2009 est en-dessous de la moyenne nationale. Ceci permet à René Padieu, inspecteur général honoraire de l'Insee et président de la commission de déontologie de la société française de statistique, de conclure qu'à cette période, « il n'y a pas de vague de suicides » à France Télécom, suscitant une réaction vive de la part des syndicats de l'entreprise.
Cependant, 2010 est marqué par une hausse très sensible des suicides. Neuf se produisent en janvier et février (soit un taux de 5,4 pour 10 000 ou 180 % de plus qu'en 2009). Didier Lombard cède le contrôle opérationnel du groupe le 1er mars 2010 et la présidence du groupe en février 2011. Il est remplacé par Stéphane Richard. 2011 s'est traduit par une très nette baisse, pour revenir au taux de 2008. La responsabilité de Didier Lombard est en cours d'instruction par la justice française puisqu'il est mis en examen en juillet 2012 (avec le numéro 2 de l’époque Louis-Pierre Wenes, l’ex-directeur des ressources humaines, Olivier Barberot et quatre cadres mis en examen pour complicité de harcèlement moral) pour harcèlement moral à la suite d'un rapport de l'inspection du travail mettant en cause la politique de gestion du personnel et une plainte de la fédération SUD-PTT fin 2009.
Après dépouillement d'un questionnaire soumis à tout le personnel de France Télécom, les consultants d'un cabinet, Technologia, remettent leurs conclusions le 14 décembre 2009 et évoquent une « ambiance de travail tendue, voire violente ». « Le ressenti général est très dégradé, notamment en ce qui concerne les conditions de travail, la santé, le stress… ». Dans la « vague de suicides », ils pointent « la grande défaillance du management ». « Les personnels de France Télécom semblent plus que jamais orphelins de sens, de leaders ».
Le 25 septembre 2010, un ancien directeur régional raconte le management mis en place par France Télécom, dont l'objectif aurait été la démission volontaire de 22 000 employés. Il évoque notamment l'existence d'une « courbe du deuil », selon laquelle la direction aurait prévu les phases de dépression par lesquelles sont passés les salariés. Selon Delphine Ernotte, la directrice exécutive adjointe du groupe France Télécom Orange, ce document était au contraire destiné à accompagner au maximum les employés.
Au-delà de la recherche des causes réelles des suicides, l'apparition dans le débat public de la question des suicides chez France Télécom trouve son origine dans des syndicats en posture d'alerte face à une tendance perçue par eux comme grave et d'autant plus inacceptable qu'elle est vue comme liée à des processus de gestion qui pourraient être modifiés. Elle sort cependant du contexte de l'entreprise pour devenir l'otage d'un débat public influencé par des considérations idéologiques, puisqu'il a été reproché aux syndicats de sur-médiatiser un phénomène ordinaire (tandis qu'implicitement on reprochait au personnel de France Télecom son incapacité à s'adapter à des modes de gestion modernes, en le liant au statut de fonctionnaire), tandis que d'autres y voyaient le dévoiement des méthodes de gestion centrées sur le rétablissement de la performance financière au détriment de toute considération sociale. Cette sur-médiatisation pourrait expliquer, selon le sociologue Gérald Bronner, l'amplification de la vague de suicide due à l'effet d'un phénomène d'imitation dénommé effet Werther.

### Le procès
Le 6 janvier 2015 est close l'enquête sur la vague de suicides et qui pourrait ouvrir la voie à la reconnaissance par la justice d’un harcèlement moral institutionnel.
En juillet 2016, le parquet de Paris demande le renvoi devant le tribunal correctionnel, pour harcèlement moral, de la société Orange, en tant que personne morale, et de six responsables : Didier Lombard, ancien dirigeant du groupe, Louis-Pierre Wenes, son ancien numéro 2, Olivier Barberot, l'ancien responsable des ressources humaines ainsi que quatre cadres pour complicité. La CFE-CGC a pour sa part réclamé la qualification d'homicide involontaire en lieu et place de harcèlement moral. C'est la première fois qu'une grande entreprise est poursuivie en France pour ce délit.
En juin 2018, la justice décide de faire comparaître en 2019 pour harcèlement moral l'entreprise France Télécom, son ancien PDG Didier Lombard et ses seconds Louis-Pierre Wenès et Oliver Barberot.
Par un jugement du 20 décembre 2019, Orange SA, ex- Sté France Télécom, son ancien PDG Didier Lombard, deux autres dirigeants et quatre cadres de direction ont été condamnés pour harcèlement moral institutionnel, près de dix ans après une crise sociale durant laquelle plusieurs dizaines de salariés se sont suicidés. La société Orange n'a pas fait appel de cette décision devenue définitive à son encontre.
Par un arrêt du 30 septembre 2022, la Cour d'appel de Paris a confirmé les condamnations pour harcèlement moral institutionnel à l'encontre des deux principaux dirigeants, qui avaient fait appel. Ils ont formé un pourvoi en cassation.

## Arts et littérature
L'histoire de France Télécom et de son grand fournisseur historique la CGE sont au centre Comédies Françaises, un roman d’Eric Reinhardt publié en 2020. Le roman est consacré au lobbying, et décrit comment Ambroise Roux patron de la CGE a obtenu du président Valéry Giscard d'Estaing en 1974-1975, au début des surfacturations aux PTT, l'abandon du Plan Calcul, d'Unidata, de la Délégation Générale à l'Informatique, et du Réseau Cyclades.